# Acraea halali
Acraea halali är en fjärilsart som beskrevs av Marshall 1896. Acraea halali ingår i släktet Acraea och familjen praktfjärilar. Inga underarter finns listade i Catalogue of Life.